# Israël op het Eurovisiesongfestival 2012
Israël nam deel aan het Eurovisiesongfestival 2012 in Bakoe, Azerbeidzjan. Het was de 35ste deelname van het land op het Eurovisiesongfestival. IBA was verantwoordelijk voor de Israëlische bijdrage voor de editie van 2012.

## Selectieprocedure
Toen bleek dat het Eurovisiesongfestival 2012 zou plaatsvinden in Azerbeidzjan, rezen er vragen over een eventuele terugtrekking van Israël uit het festival. Azerbeidzjan is immers een moslimland, wat gevoelig kan liggen aangezien Israël al decennia strijdt tegen de islamitische Palestijnen. Bovendien grenst Azerbeidzjan aan Iran, een land dat openlijk proclameert Israël te willen vernietigen. Daarbovenop kwam nog dat op 26 mei 2012, de dag van de finale in Bakoe, ook Sjavoeot gevierd wordt, een joods religieus feest.
Uiteindelijk koos IBA ervoor toch deel te nemen aan het Eurovisiesongfestival 2012. Aanvankelijk was het de bedoeling een nationale finale te organiseren, maar deze werd afgelast toen het bedrijf dat was ingehuurd voor de organisatie er de brui aan gaf. Het bedrijf klaagde dat IBA allesbehalve meewerkte. De staatsomroep besloot dan maar een interne selectie te organiseren. Er werden maar acht inzendingen ontvangen waaruit de vakjury moest kiezen. De keuze viel uiteindelijk op Izabo, met het nummer Time.

## In Bakoe
In Bakoe trad Israël aan in de eerste halve finale, op dinsdag 22 mei. Daar eindigde het op de 13e plaats.